# Tratados limítrofes entre Bolivia y Paraguay anteriores a la Guerra del Chaco

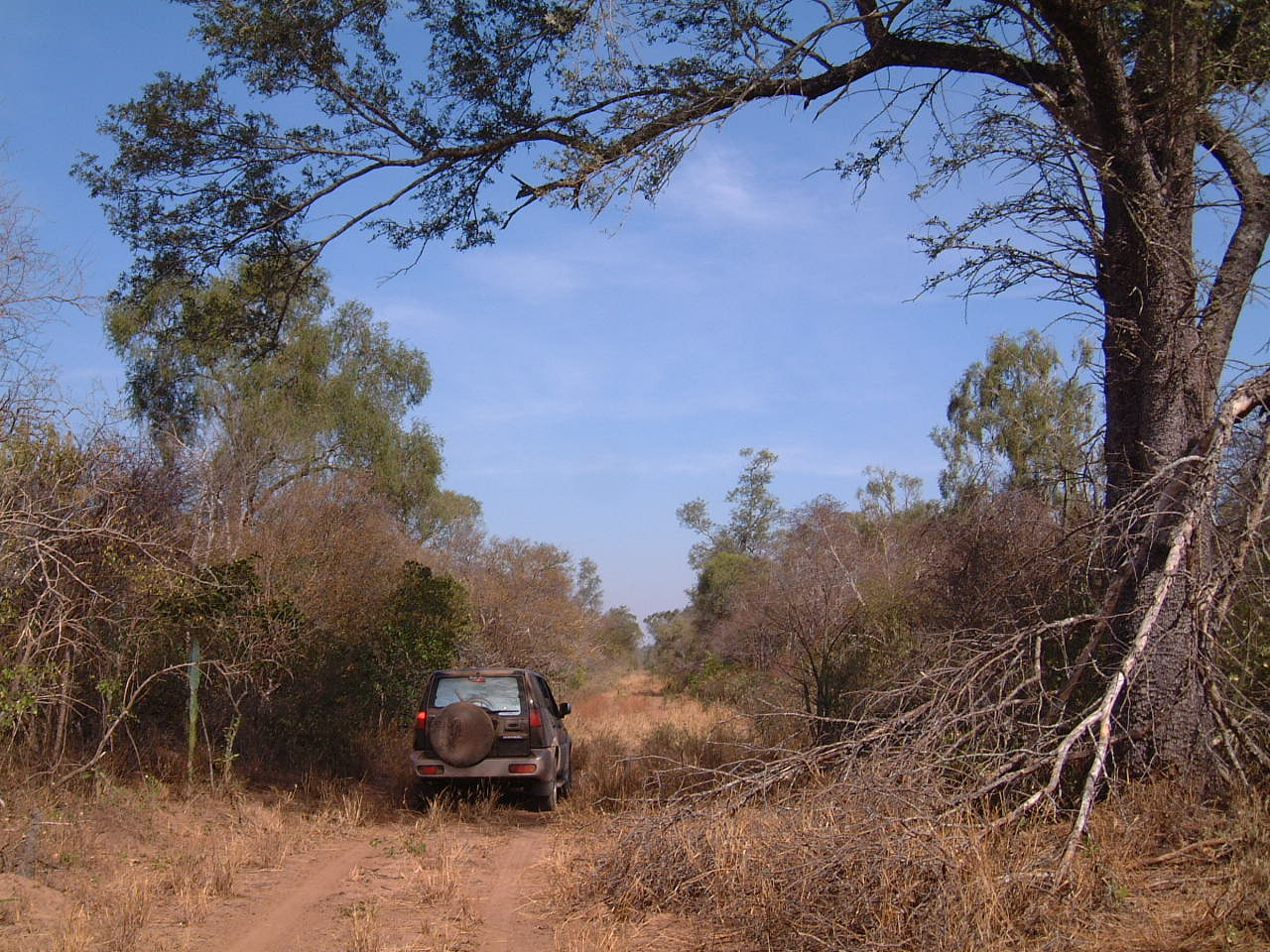
El chaco boreal a un siglo de los tratados. Esta era la vegetación que cubría gran parte del área en disputa.

Los tratados limítrofes entre Bolivia y Paraguay anteriores a la Guerra del Chaco fueron intentos diplomáticos fallidos los cuales tenían como objetivo trazar de manera pacífica la frontera en la región del Chaco Boreal entre la República de Bolivia y la República del Paraguay, y así evitar una guerra entre ellos. 
El área en donde ambos países mantenían  controversia sobre su soberanía era una enorme región entre el río Pilcomayo por el sur, el río Paraguay por el este, el río Parapití por el oeste, y los ríos San Luis y Otuquis por el norte.

## Negociaciones fallidas
Desde la segunda mitad del siglo XIX se firmaron varios tratados entre Bolivia y Paraguay, en los que la mediación de otros países limítrofes buscó evitar el conflicto armado. Ninguno de estos acuerdos, sin embargo, tuvo efectos duraderos, ya que no lograron armonizar los intereses de ambas partes; por lo que los límites definitivos se lograron establecer luego de una cruenta guerra denominada: Guerra del Chaco. Anteriores al conflicto bélico, varios fueron los tratados que no pudieron ser ratificados por las dos partes.

## Tratado Decoud-Quijarro, del 15 de octubre de 1879

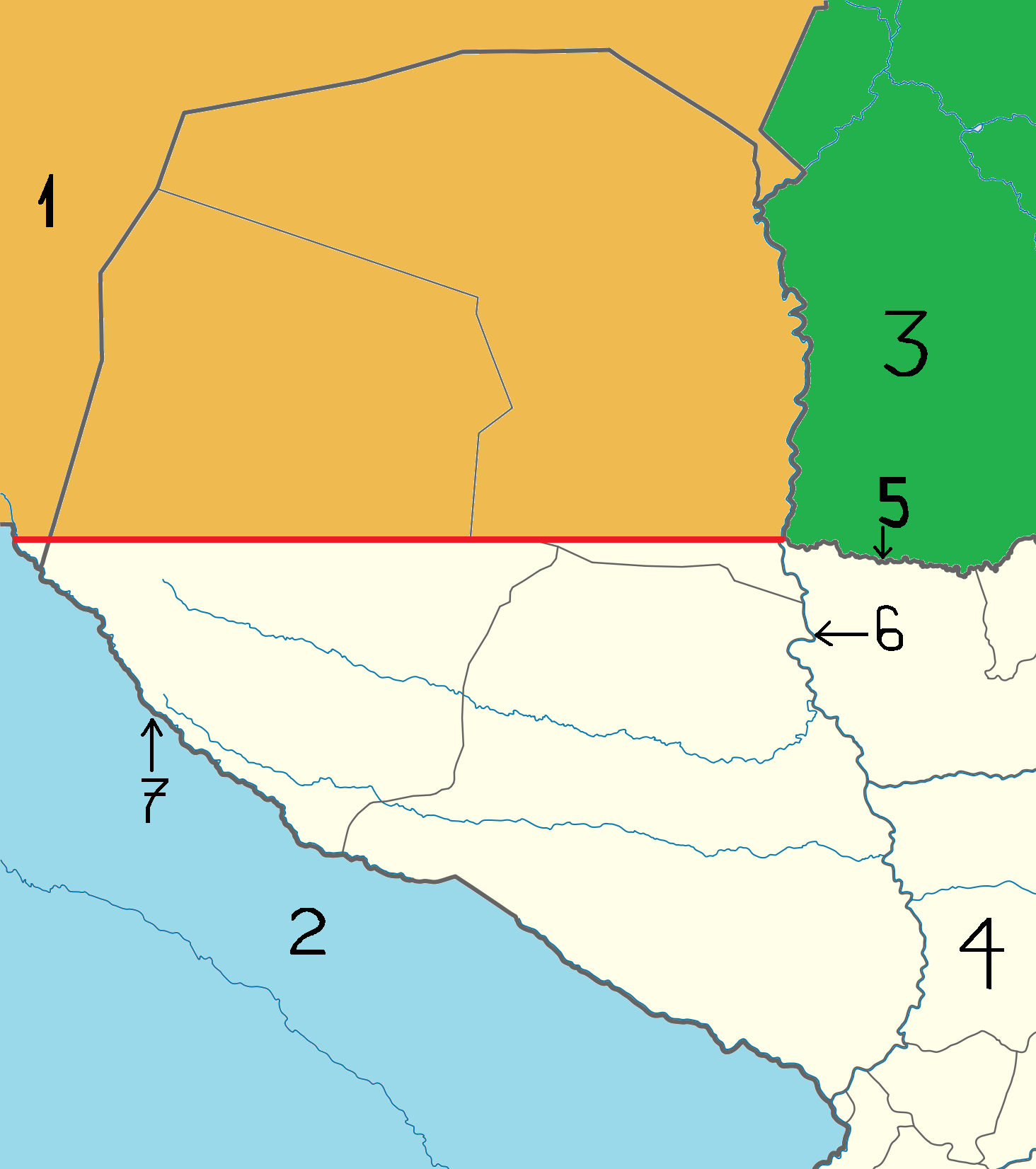
Esquema de lo acordado en el Tratado limítrofe Decoud-Quijano entre Bolivia y Paraguay, del 15 de octubre de 1879.
En color ámbar, el territorio que quedaría para Bolivia; en color crema el territorio que quedaría para el Paraguay.
Números en el mapa: 1: Bolivia; 2: Argentina; 3: Brasil; 4: Paraguay; 5: río Apa; 6: río Paraguay; 7: río Pilcomayo; 8: río Parapetí.

El ministro plenipotenciario de Bolivia Antonio Quijarro junto al ministro de relaciones exteriores del Paraguay José Segundo Decoud firmaron un Tratado de Límites el 15 de octubre de 1879 en la ciudad de Asunción, por el cual ambos países acordaron:

«Las repúblicas del Paraguay y Bolivia declaran que han convenido amigablemente en fijar sus límites divisorios, sin discutir títulos ni antecedentes» ... «La República del Paraguay se divide de la de Bolivia por el paralelo que parte de la desembocadura del río Apa hasta encontrar el río Pilcomayo. En consecuencia, el Paraguay renuncia a favor de Bolivia el derecho al territorio comprendido entre el mencionado paralelo y la Bahía Negra y Bolivia reconoce como perteneciente al Paraguay la parte sur hasta el brazo principal del Pilcomayo».

Este tratado fue aceptado por el Congreso de Bolivia.

### Protocolo del 9 de enero de 1883
Como Bolivia presentó proposiciones para la no modificación del anterior tratado, se firmó un Protocolo el 9 de enero de 1883 aplazando la fecha de caducidad, con el objeto de que el Paraguay tenga un mayor tiempo para considerar las propuestas, o quedarse sin territorio.

## Tratado Aceval-Tamayo, del 16 de febrero de 1887

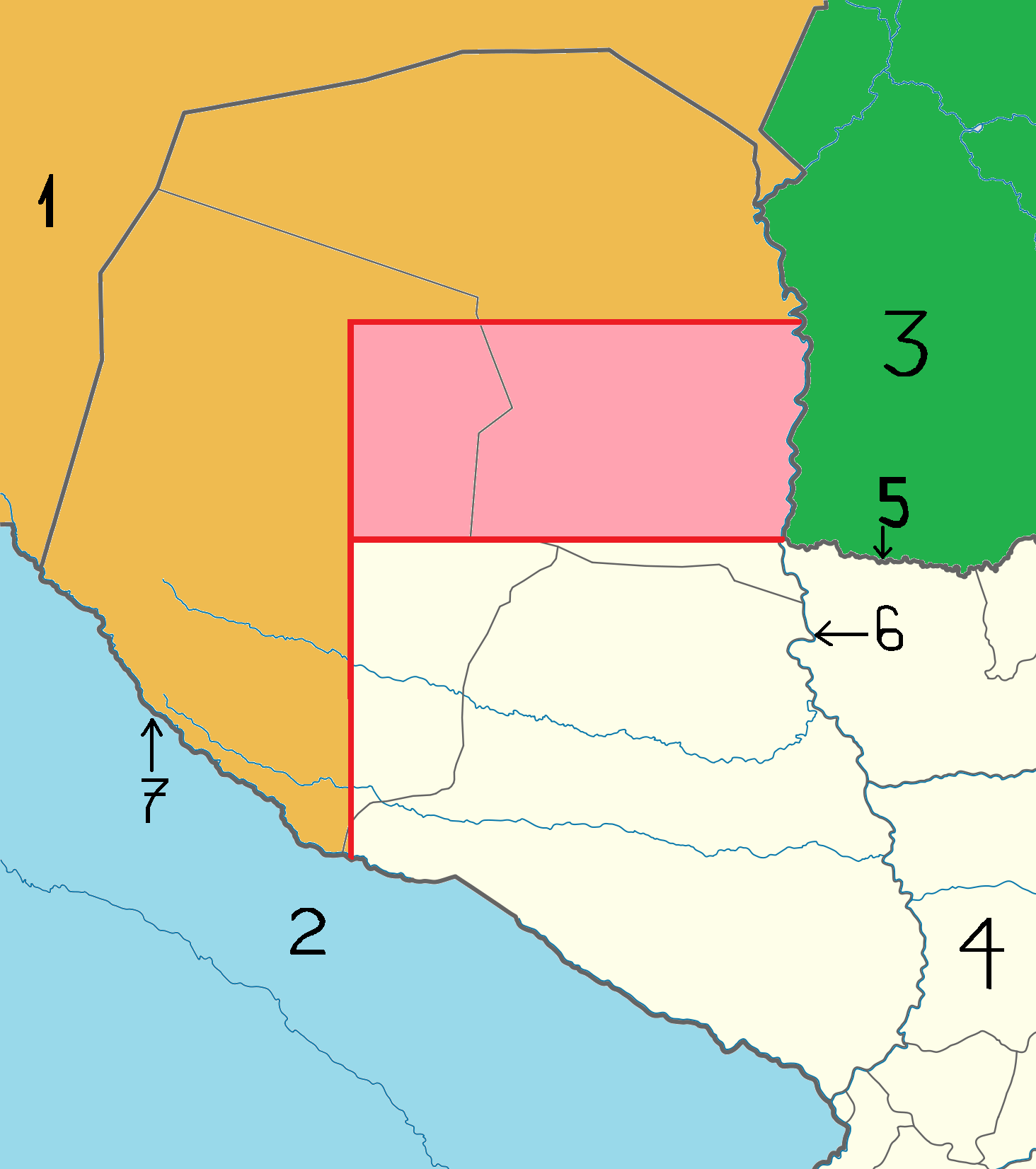
Esquema de lo acordado en el Tratado limítrofe Aceval-Tamayo entre Bolivia y Paraguay, del 16 de febrero de 1887.
En color ámbar, el territorio que quedaría para Bolivia; en color crema el territorio que quedaría para el Paraguay.
El sector en color rosa era el área a someter a un fallo arbitral.
Números en el mapa: 1: Bolivia; 2: Argentina; 3: Brasil; 4: Paraguay; 5: río Apa; 6: río Paraguay; 7: río Pilcomayo; 8: río Parapetí.

Benjamín Aceval junto al doctor Isaac Tamayo firmaron un Tratado de Límites el 16 de febrero de 1887 en la ciudad de Asunción, por el cual ambos países acordaron dividir a la región disputada en 3  grandes secciones:
1. Sección para Paraguay: Tenía por límites el río Paraguay por el este hasta tocar aguas arriba al paralelo de la desembocadura del río Apa, el cual sería el límite por el norte hasta encontrar el meridiano 60°40' de Greenwich (63°O. de París), y siguiendo hacia el sur por este tocar el brazo principal del río Pilcomayo.
2. Sección a ser sometida a la decisión arbitral del rey Leopoldo II de Bélgica: Es la que se encuentra inmediatamente al norte de la anterior, hasta llegar por el norte al paralelo que se encuentra a una legua (unos 5 km) al norte de Fuerte Olimpo.
3. Sección para Bolivia: Sería la comprendida inmediatamente al norte de la anterior y al oeste de las otras dos.

Antes del 16 de febrero de 1888 se debían canjear las ratificaciones de ambos congresos.  

### Protocolo del 14 de febrero de 1888
Como ninguna de las partes ratificó el tratado, el 14 de febrero de 1888, a dos días del vencimiento, se firmó un Protocolo que prorrogó el plazo por otros 9 meses.

### Protocolo del 3 de agosto de 1894
Como el congreso de Bolivia no ratificó el tratado en la fecha acordada, el ministro plenipotenciario de Bolivia doctor Telmo Ichazo junto al ministro de relaciones exteriores del Paraguay Gregorio Benítez firmaron un Protocolo por el cual se declaró la completa caducidad de los tratados Decoud-Quijarro y Aceval-Tamayo, abriendo el camino a nuevas tratativas.

## Tratado Benítez-Ichazo, del 23 de noviembre de 1894

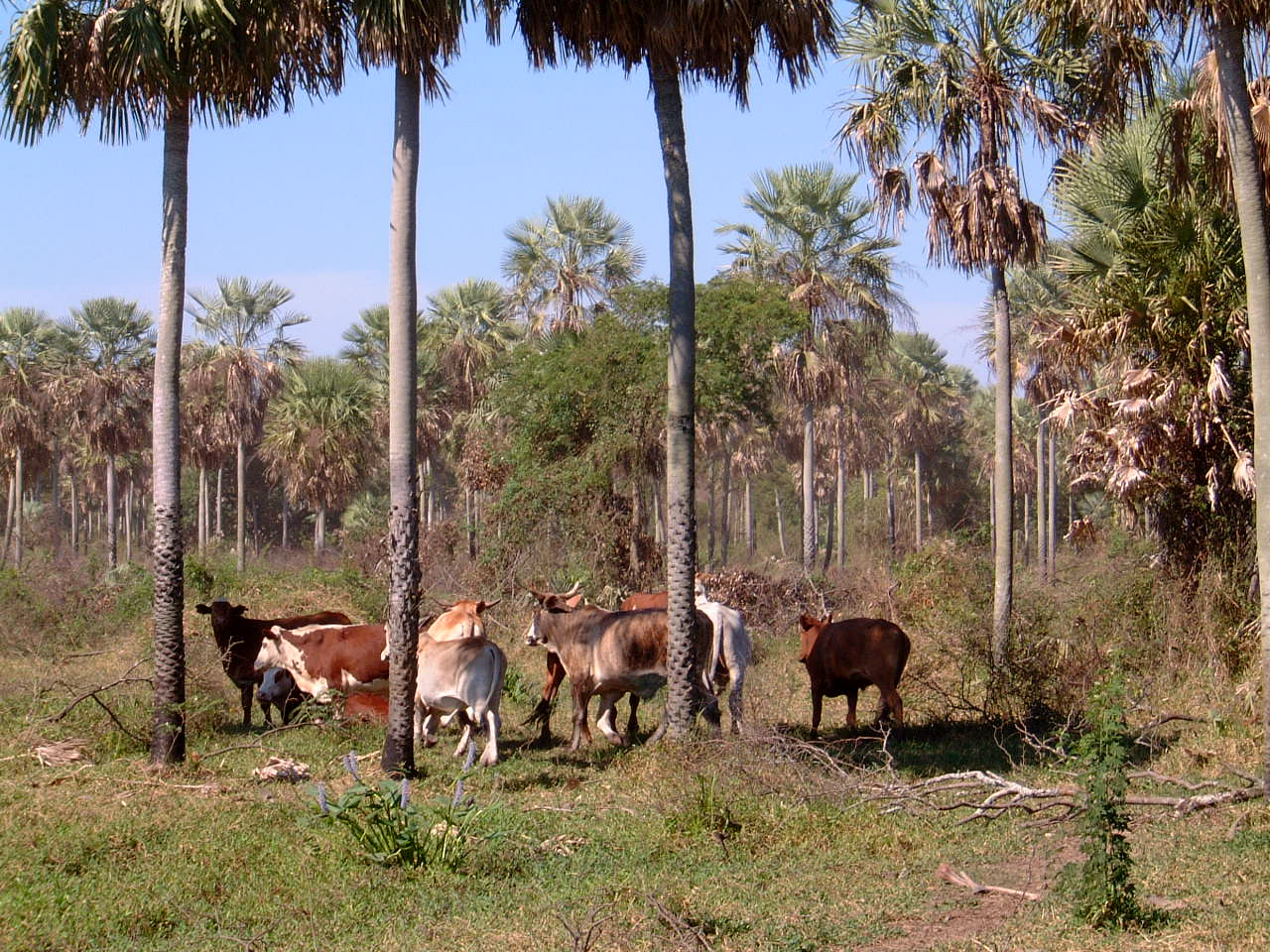
El chaco boreal a un siglo de los tratados.

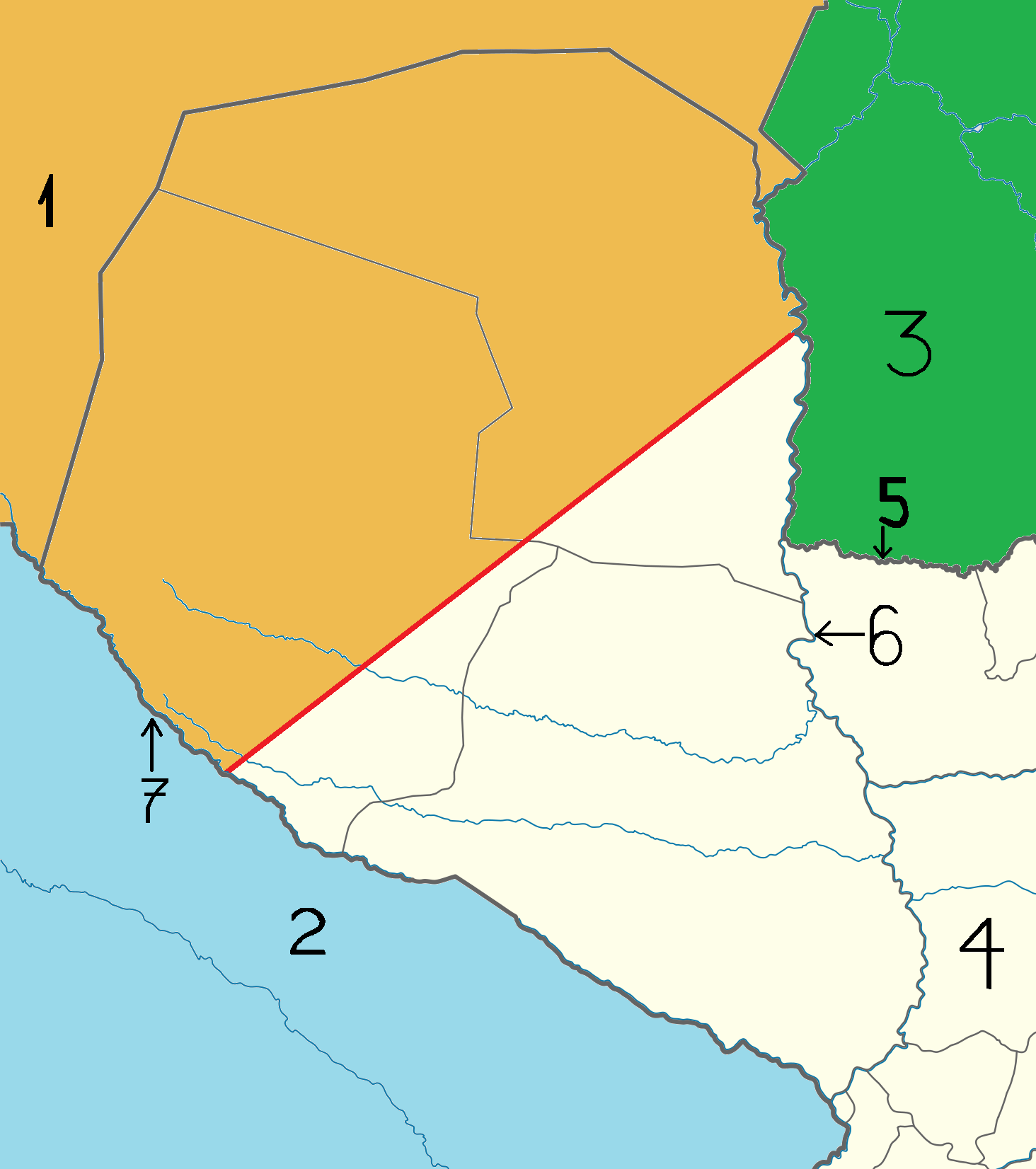
Esquema de lo acordado en el Tratado limítrofe Benítez-Ichazo entre Bolivia y Paraguay, del 23 de noviembre de 1894.
En color ámbar, el territorio que quedaría para Bolivia; en color crema el territorio que quedaría para el Paraguay.
Números en el mapa: 1: Bolivia; 2: Argentina; 3: Brasil; 4: Paraguay; 5: río Apa; 6: río Paraguay; 7: río Pilcomayo.

Nuevamente el ministro boliviano T. Ichazo junto al ministro paraguayo G. Benítez, firmaron un Tratado por el cual se dividió con una línea recta el área disputada. Esta línea nace en el punto de intercepción entre el meridiano 61º28'O y el brazo principal del río Pilcomayo. Desde ese punto parte en diagonal en dirección noreste hasta alcanzar el río Paraguay en un punto situado a 3 leguas (unos 15 km) al norte de Fuerte Olimpo. El territorio así delimitado sería paraguayo hacia el sudeste de esa línea, y boliviano el que quedaba al noroeste de la misma. Si bien el canje de las ratificaciones debía efectuarse en el menor plazo que sea posible, este tratado tampoco pudo ser aprobado, por el rechazo en este caso de ambos congresos.

## Tratado Pinilla-Soler, del 12 de enero de 1907

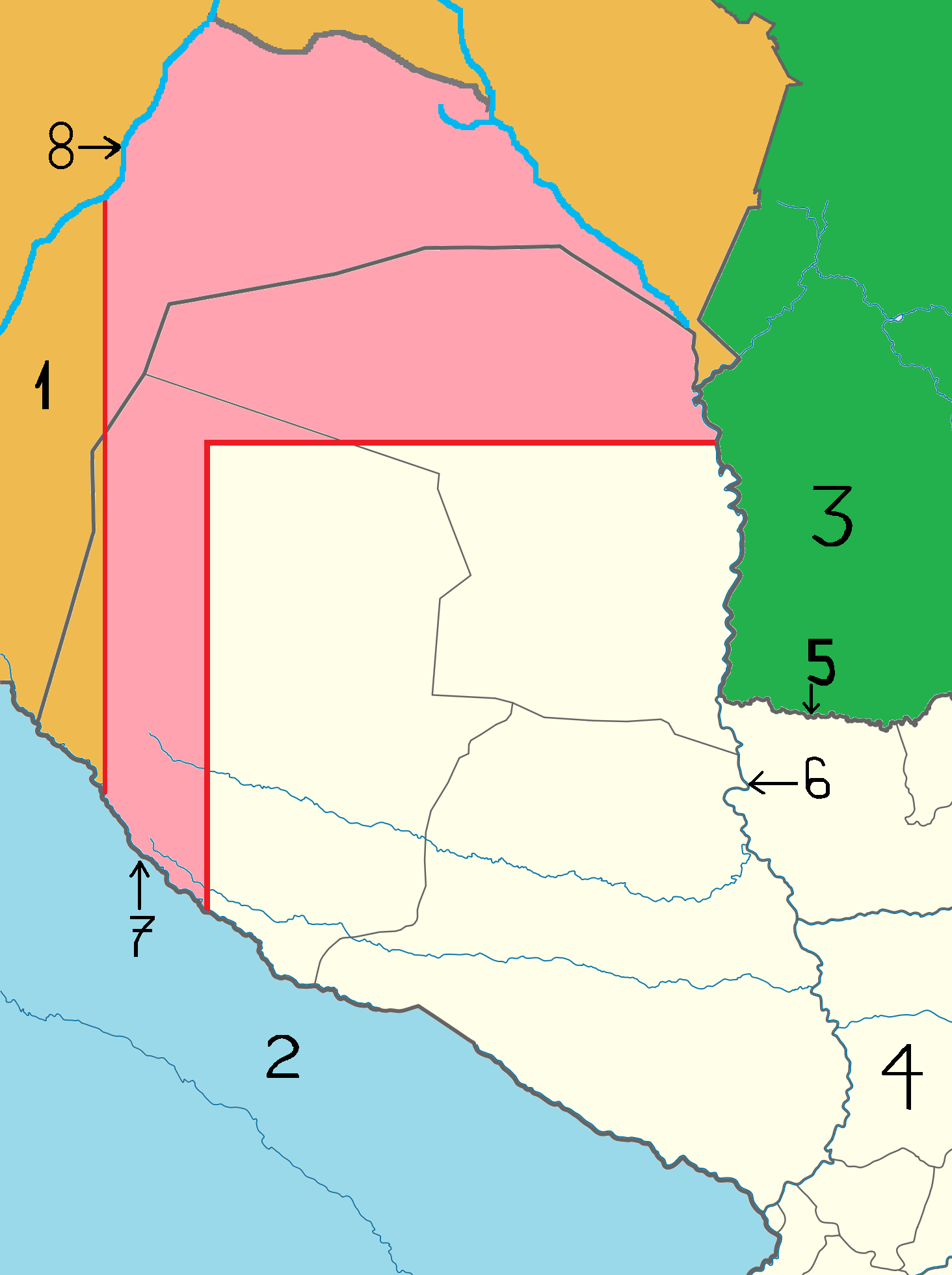
Esquema de lo acordado en el Tratado limítrofe Pinilla-Soler entre Bolivia y Paraguay, del 12 de enero de 1907.
En color ámbar, el territorio que quedaría para Bolivia; en color crema el territorio que quedaría para el Paraguay.
El sector en color rosa era el área a someter a un fallo arbitral.
Números en el mapa: 1: Bolivia; 2: Argentina; 3: Brasil; 4: Paraguay; 5: río Apa; 6: río Paraguay; 7: río Pilcomayo; 8: río Parapetí.

A raíz de la tensión que estaba tomando el diferendo, el gobierno de la Argentina logró mediar entre ambos países, logrando que ministro de Hacienda del Paraguay, el doctor Adolfo Soler, junto al ministro de relaciones exteriores boliviano, el doctor Claudio Pinilla, se reunieran en Buenos Aires para discutir diversas proposiciones de las dos partes. Buscando soluciones que concilien ambas posturas, el ministro de relaciones exteriores argentino, el doctor Estanislao S. Zeballos, hizo una propuesta, la cual fue aceptada y luego firmada por los representantes de los dos países en pugna. La propuesta era la siguiente:

1. «Someter la cuestión al fallo arbitral del presidente de la República Argentina, el doctor Figueroa Alcorta.
2. La zona a someterse a dicho arbitraje queda entre el paralelo 20°30' y la línea que en sus alegaciones sostenga al N. el Paraguay en el interior del territorio, entre los meridianos 61º 30' y 62°.
3. Ratificar este convenio dentro de los cuatro meses.
4. Presentar al presidente de la República Argentina, dentro de los 30 días de la ratificación por el Parlamento, una exposición de los títulos y antecedentes que abonan sus derechos respectivos, a fin de que pueda decidir sobre el mejor derecho.
5. Mientras se tramita el cumplimiento de este Convenio, las Altas Partes contratantes se comprometen a no innovar ni avanzar las posiciones existentes a la fecha. En ningún caso podrá cesar el statu quo antes de 16 meses de la fecha.
6. En caso que una de las Partes Contratantes no ratificase este ajuste, se entenderá como prorrogado el statu quo, el cual será fielmente observado bajo la garantía del gobierno argentino.».

Lamentablemente, el presidente Alcorta declinó su intervención a raíz de los inconvenientes que se suscitaron al haber este fallado en contra de Bolivia en un litigio limítrofe que este país mantenía con el Perú.

## Protocolo Ayala-Mujía, del 5 de abril de 1913

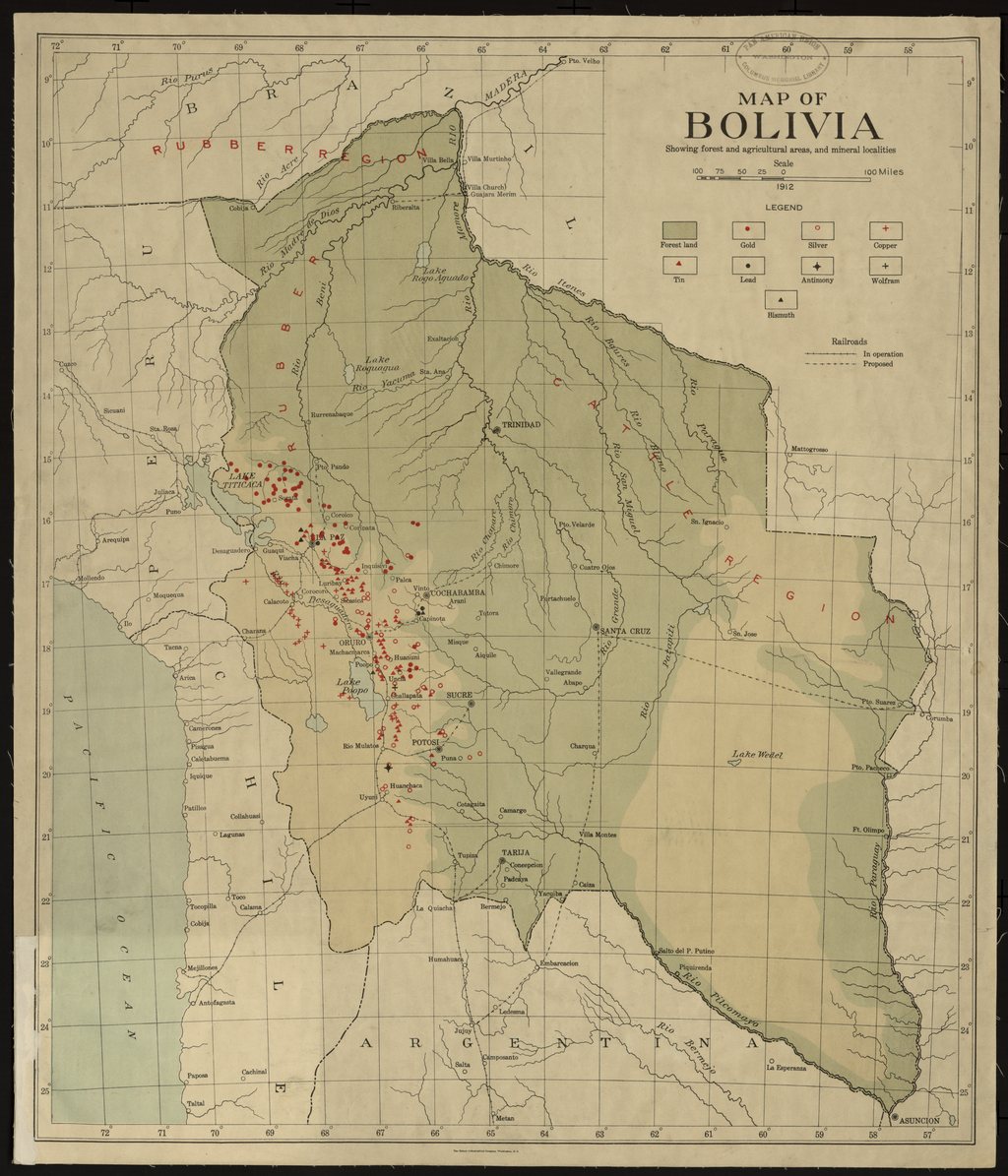
Mapa del año 1912 mostrando los límites que Bolivia reclamaba en el área en disputa.

El ministro plenipotenciario de Bolivia, doctor Ricardo Mujía junto al ministro de relaciones exteriores del Paraguay, doctor Eusebio Ayala firmaron un Protocolo el 5 de abril de 1913 en la ciudad de Asunción, por el cual ambos países acordaron:  
1. Declarar caduco el Tratado Pinilla-Soler.
2. Antes de cumplirse dos años desde la fecha de aprobación por ambos congresos del Protocolo, lograr un Tratado definitivo de límites que ponga fin al diferendo.
3. Si entre ambas partes no logran convenir un Tratado definitivo, someter la disputa a un arbitraje.
4. Mientras tanto, continuar con el statu quo acordado en el año 1907.

Ambos gobiernos lo terminaron de aprobar el 28 de agosto de 1913.

### Protocolo Moreno-Mujía, del 19 de julio de 1915
Fulgencio R. Moreno junto al doctor Ricardo Mujía firmaron un Protocolo el 19 de julio de 1915 en la ciudad de Asunción, por el cual ambos países acordaron prorrogar la vigencia del statu quo acordado en el año 1907 hasta el 28 de julio de 1916. Si para esa fecha las negociaciones no habrían de llegar a buen puerto, someter la cuestión a un arbitraje.